# 逆局
《逆局》（英語：Danger Zone），網路影音平臺「愛奇藝國際站」首次於亞洲市場製作的原創劇集，改編自千羽之城 （页面存档备份，存于）作品《追凶者》，由周渝民、李銘順、朱軒洋領銜主演。本劇於2020年10月31日開拍，拍攝135天後全劇殺青。愛奇藝國際站於2021年9月3日起每週五晚間8點上架，一次上架兩集，緯來電影台於9月4日起每週六晚間9點首播。
《逆局》共24集，分成兩章，第一章《闇夜將至》1至12集，和第二章《微光將近》13至24集。

## 播出時間
| 頻道/影音    | 所在地 | 播出日期       | 播出時間               | 備註                        |
| 愛奇藝國際版 | 全世界 | 2021年9月3日   | 每週五 20:00 上架      | 連播二集，會員搶先多看兩集  |
| 緯來電影台   | 台湾   | 2021年9月4日   | 每週六 21:00 - 23:00   | 連播二集                    |
| 台視主頻     | 台湾   | 2021年10月24日 | 週日 22:00 - 24:00     | 首週連播二集 無MOD和OTT授權 |
| 台視主頻     | 台湾   | 2021年10月31日 | 每週日 22:00 - 23:00   | 首週連播二集 無MOD和OTT授權 |
| E樂          | 新加坡 | 2021年10月10日 | 每週日 22:00           | 連播二集                    |
| J2           | 香港   | 2022年2月8日   | 星期一至三23:30－24:30 |                             |

## 故事大綱

### 第一章  闇夜將至
東林市發生連環殺人分屍案，負責偵辦的昌榕分局毫無頭緒，束手無策，此時接到一通神秘電話，直指警方偵辦方向錯誤。這通電話來自因殺人未遂被羈押在東林監獄的梁炎東，他向警方表示願意以自己擅長的剖繪技巧協助查案，交換條件是希望警方替他洗清罪嫌。與此同時，一名因性侵案被關在東林監獄的囚犯離奇死亡，梁炎東指出這起命案有疑點，因此差點被勒死。緊接著另一名囚犯穆亞彥被殺，證據指向梁炎東的嫌疑最大，他這時才察覺監獄裡有某種陰謀正在進行。
就在監獄連續命案和連環殺人分屍案的真相逐漸水落石出時，菜鳥刑警任非決定私下追查陷害梁炎東的真兇。為了協助梁炎東進行上訴，任非必須找到關鍵證人並說服她出庭作證，但真兇也找上了這位關鍵證人。

### 第二章  微光將近
梁炎東開庭之後返回監獄的途中遇到襲擊，但僅受輕傷，他開始和警方聯手調查誣陷自己的真兇，剛調來昌榕分局擔任副分局長的楊羽璐也加入調查。分局裡的電腦專家小宇不斷嘗試破解暗網，查到一個ID叫做Watchman的暗網管理人，當Watchman忍不住再度犯案時，被警方掌握了行蹤，Watchman在追捕過程中跳樓自殺。警方進一步釐清Watchman的身分，發現這一連串犯罪事件竟與12年前的聖美廣場槍擊案有關，也牽涉到穆亞彥的父親穆雪松管理的醫院，還有多年前失蹤的特勤隊警員林啟辰。說到底，每個人的行為，都受到自己人生境遇中的不滿、愧疚和憤怒的支配。

## 角色

### 主要演員
| 演員   | 角色              | 角色介紹 | 香港配音 |
| 周渝民 | 梁炎東            | 執業律師，前東林市警局行為分析小組成員。在押被告，罪名：妨害性自主（性侵害）、殺人未遂。獄中編號5710，為了洗清罪名，以協助分屍案條件為由，叫任非找出相關涉案人，最後無罪釋放。出獄後協助昌榕解決陸振聲醫院非法買賣器官事件，最後加入中央新成立的犯罪分析暨行動專案組擔任組長一職。 | 蘇強文   |
| 朱軒洋 | 任非              | 偵查隊員，小隊新進，衝勁十足，為了破案，不在乎後果，與隊長譚崇輝年輕的時候一樣，常搞不清楚狀況衝過頭造成小隊困擾，最後與季思琪成為情侶。 | 黃積權   |
| 李銘順 | 譚崇輝            | 偵查隊長，口頭禪：「證據拿出來啊。」，在一次與梁炎東在事務所內討論案情遭林啟辰用狙擊槍誤傷後身亡。 | 潘文柏   |
| 張榕容 | 楊羽璐            | 副分局長，在12年前聖美廣場進行維安而被槍手槍擊受到重傷，在穆雪松惡魔誘惑下接受肝臓移植。為了剷除高高在上而輕賤善良老百姓的人，不惜黑化也要爬上高位，最後被捕入獄。 | 劉惠雲   |
| 吳興國 | 穆雪松            | 陸振聲紀念醫院執行長，穆亞彥的爸爸，劇中以除掉危害利益者及涉及醫院販賣器官，勾結政商界。害死陸院長之後收養陸齊。安置鞏心慈在醫院的秘密空間照顧，被梁炎東跟任非闖入醫院的秘密空間，企圖殺害梁炎東而遭逮捕。獄中編號9634。                                                           | 招世亮   |
| 曾敬驊 | 陸齊 （Watch Man) | 神秘人，穆雪松的義子，陸振聲紀念醫院院長之親生子。匿名交友軟體暗網上的暱稱為Watchman、Chastener，以援交方式，變態式殺害方可茜及其他受害者，被昌榕分局追捕過程中，在大樓頂樓上往下墜樓後獲救。                                                                                      | 關令翹   |

### 昌榕分局
| 演員           | 角色   | 角色介紹                                                                                             | 香港配音 |
| 劉亮佐         | 楊盛韜 | 分局長。                                                                                             | 陳永信   |
| 馬念先         | 喬衛林 | 老喬，偵查佐，極度缺乏法治觀念的老派警察，後接替昌榕偵查隊隊長。                                     | 李錦綸   |
| 辛樂兒         | 馬穎怡 | 偵查佐，個性直爽，兇起來比男人還兇，在調查連續孕婦分屍案行動中頭部被撞擊昏迷送醫，後康復歸隊。       | 成瑤孆   |
| 黃迪揚         | 李曉明 | 偵查佐，小隊內個性較沉穩。                                                                           | 陳耀楠   |
| 姜康哲         | 段鵬宇 | 小宇，偵查佐，小隊內的資訊擔當。                                                                     | 李安邦   |
| 江治緯（草爺） | 石昊文 | 石頭，偵查佐，平時稍懶散，但遇事也是衝在前方，在參與圍捕殺手行動中，被林启辰開槍射傷，後來康復歸隊。 | 劉奕希   |
| 陽靚           | 胡雪麗 | 法醫師，單戀梁炎東。                                                                                 | 林元春   |

### 東林看守所
| 演員   | 角色   | 角色介紹 | 香港配音 |
| 吳昆達 | 沈從方 | 東林看守所副所長，為求穩妥升遷，而不想多生是非。 | 陳欣     |
| 鄭人碩 | 曹萬年 | 東林看守所管理主任，育有一女曹晴。得知和田永強密謀殺害錢志揚和穆亞彥一事敗露後，便帶著曹晴一起跑路，於貴都旅館墜樓身亡。                                                                                               | 黃啟昌   |
| 林鶴軒 | 關銘洋 | 東林看守所管理員，任非的學長。 | 陳灝瑋   |
| 張永正 | 老大   | 受刑人，罪刑：教唆殺人。獄中編號9547。 | 葉振聲   |
| 張少懷 | 0089   | 受刑人，罪刑：強盜罪。獄中編號0089，梁炎東室友。 | 陳卓智   |
| 張書偉 | 錢志揚 | 受刑人，罪刑：性侵殺人、有吸毒前科，獄中編號1256。被田永強勒斃，後與曹萬年將其屍體加工成上吊自殺。 | 李凱傑   |
| 夏騰宏 | 穆亞彥 | 受刑人，罪刑：過失致死，獄中編號2887。陸振聲紀念醫院執行長穆雪松的兒子，撞見曹萬年和田永強準備勒斃梁炎東時，並以此要脅兩人，後被田永強用牙刷刺入頭部太陽穴致死。被曹萬年以梁炎東的鋼筆取代原本的兇器，企圖栽贓梁炎東。 | 梁偉德   |
| 廖欽亮 | 田永強 | 受刑人，也是所裡的雜役，罪刑：普通殺人。獄中編號7222。殺死性侵女兒的簡光群後入獄，因女兒被性侵而仇恨性侵犯，勒死性侵殺人犯錢志揚後，性侵殺人入獄的梁炎東也成為其下手目標。                                             | 雷霆     |
| 林木森 | 小胖   | 受刑人。獄中編號3969。 | 鄧志堅   |

### 其他演員
| 演員   | 角色            | 角色介紹 | 香港配音 |
| 紀培慧 | 季思琪          | 鋒週刊記者，為報導真相而深入險境，得知陸振聲醫院在暗中進行非法器官買賣後被林啟辰綁架，梁炎東跟任非前往救援後脫困，之後成為任非的女友。                                                       | 詹健兒   |
| 蔡燦得 | 鄧陶然          | 任非的媽媽，12年前聖美廣場槍擊案被害人。 | 鄭麗麗   |
| 鄧筠熹 | 陳芳芸          | 連續孕婦分屍案第一案被害人，22歲，大學生。 | 凌晞     |
| 洪菁敏 | 孫敏惠          | 連續孕婦分屍案第二案被害人，38歲，陸振聲紀念醫院的清潔婦。 | 梁少霞   |
| 黃宇臻 | 謝家倩          | 連續孕婦分屍案第三案被害人，36歲，網路廣播主持人。 | 陸惠玲   |
| 唐芯語 | Malee           | 連續孕婦分屍案第四案被害人，26歲，泰國移工，Wodomsak的女友。 | 黃昕瑜   |
| 陳欣宏 | Wodomsak        | 泰國偷渡客，在當地被通緝，替錢志揚販毒，Malee的男友。獄中編號9422。 | 麥皓豐   |
|        | 方可茜          | 空姐，私下從事外約服務，梁炎東性侵殺人冤案的被害死者。 | 魏惠娥   |
| 陳家逵 | 黃正亮          | 檢察官，知道梁炎東性侵殺人案另有內幕，要求吳玉馨不要出庭作證，執意求處梁炎東死刑。 | 翟耀輝   |
| 施泰鑫 | 阿古            | 外籍移工。 | 陳欣     |
| 阮安妮 | 阿蘭            | 樂蘭卡拉OK店老闆娘。 | 陳琴雲   |
| 紀殷澤 | 小林            | 西雅分局刑警，廖正雄手下，在醫院發現可疑人物時被張逸帆攻擊且一刀封喉，但同時成功對她進行開槍反擊，也讓張逸帆身中槍傷。                                                                       | 曹啟謙   |
| 夏靖庭 | 廖正雄          | 西雅分局刑警隊長，同時也是黑警，受楊羽璐教唆在方可茜第二次驗傷時捏造證據陷害梁炎東。梁炎東獲判無罪釋放後查出真相，對他提告，捏造證據罪名成立，遭到調職處份。最後被楊羽璐殺人滅口。           | 蕭徽勇   |
| 陳詩雅 | 張涵茵          | 連續孕婦分屍案模仿犯被害人，懷有身孕仍透過匿名交友軟體認識其他異性發生關係，暗網暱稱為widows，後被程司漢鎖定而分屍殺害。                                                                     | 葉曉欣   |
| 張耀仁 | 程司漢          | 連續孕婦分屍案模仿犯，匿名交友軟體暗網上的暱稱為蛾男。 | 鍾見麟   |
| 張家慧 | 秦佳馨          | 蘇中恆的妻子。 | 曾秀清   |
| 溫昇豪 | 蘇中恆          | 醫美診所負責人，秦佳馨的先生。 | 李鎮然   |
| 曾珮瑜 | 張逸帆          | 蘇中恆的前妻，前陸振聲紀念醫院婦產科醫生，曾流產過，為了報復而綁架秦佳馨並企圖對她行兇，是四起連續孕婦分屍案的真兇。                                                                         | 張頌欣   |
| 陸姵予 | 周美旭          | 大學生，田永強的女兒，因父親殺害了性侵她的簡光群被判長期自由刑，心感失去支柱而跳樓自殺。 | N/A      |
| 陳姸霏 | 曹晴            | 曹萬年的女兒，大新高中學生，在父親死後被安置。 | 羅孔柔   |
| 謝瓊煖 | 譚妻            | 譚崇輝的妻子。 | 陸惠玲   |
| 羅北安 | 季慶國          | 季思琪的爸爸，梁炎東、楊羽璐的老師，前東林市警局行為分析小組成員。 | 葉振聲   |
| 姚以緹 | 吳玉馨          | 方可茜的同事，私下從事外約服務。先生死於張逸帆執刀的心臟移植手術，梁炎東擔任委任律師與陸振聲醫院進行醫療過失訴訟。在梁炎東性侵殺人案最終審判前被任非、季思琪說服而主動作證使梁炎東獲判無罪。 | 何璐怡   |
| 林予晞 | 杜巧恩          | 梁炎東的女友，12年前聖美廣場槍擊案被害人。 | 黃昕瑜   |
| 李陽煦 | 李家耀 （小李） | 職業打手，綁架吳玉馨、任非、季思琪的兇手。 | 李凱傑   |
| 陳婉婷 | 徐秘書          | 陸振聲紀念醫院執行長秘書。 | 沈小蘭   |
| 張翰   | 潘晉瑞          | 議員，12年前聖美廣場槍擊案被害人，因為發現陸振聲醫院的非法器官買賣事件而被當成目標。 | 陳欣     |
| 陳怡叡 | 張貝婷          | 貝貝， Watchman的獵物。 | 凌晞     |
| 陳雪甄 | 唐筱清          | 東林移工會長，非法器官買賣仲介，杜巧恩的學姐。 | 曾秀清   |
| 李銘忠 | 林啟辰          | 殺手，曾是保安總隊特勤隊，亦是12年前聖美廣場槍擊案兇手，負責消滅對穆雪松、陸振聲紀念醫院不利的證據和人證。後來在綁架季思琪事件中被抓進昌榕分局，在從拘留室脫逃過程中被楊羽璐槍擊而死。       | 陳卓智   |
| 盧子文 | 北杉分局偵查隊  | | N/A      |
| 王靜瑩 | 鞏心慈          | 陸齊的媽媽。 | 梁少霞   |
| 邵欣   | 陸振聲          | 陸齊的爸爸，陸振聲紀念醫院創辦人。 | 陳欣     |
| 劉明勳 | 阿順            | 殯葬業者，老大的朋友，與陸振聲紀念醫院有業務往來。 | 雷霆     |
| 劉昌翰 | 張兆義          | 審判長。 | 張錦江   |

## 緯來電影台收視率
| 集數       | 首播日期       | 收視率 | 備註                |
| 1          | 2021年9月4日   | 0.22   | 此為4歲以上觀眾收視 |
| 2          | 2021年9月4日   | 0.25   |                     |
| 3          | 2021年9月11日  | 0.22   |                     |
| 4          | 2021年9月11日  | 0.19   |                     |
| 5          | 2021年9月18日  | 0.27   |                     |
| 6          | 2021年9月18日  | 0.25   |                     |
| 7          | 2021年9月25日  | 0.24   |                     |
| 8          | 2021年9月25日  | 0.20   |                     |
| 9          | 2021年10月2日  | 0.18   |                     |
| 10         | 2021年10月2日  | 0.11   |                     |
| 11         | 2021年10月9日  | 1.25   |                     |
| 12         | 2021年10月9日  | 1.30   |                     |
| 13         | 2021年10月16日 | 1.41   |                     |
| 14         | 2021年10月16日 | 1.45   |                     |
| 15         | 2021年10月23日 | 1.30   |                     |
| 16         | 2021年10月23日 | 2.01   |                     |
| 17         | 2021年10月30日 |        |                     |
| 18         | 2021年10月30日 |        |                     |
| 19         | 2021年11月6日  |        |                     |
| 20         | 2021年11月6日  |        |                     |
| 21         | 2021年11月13日 |        |                     |
| 22         | 2021年11月13日 |        |                     |
| 23         | 2021年11月20日 |        |                     |
| 24         | 2021年11月20日 |        | 最終回              |
| 平均收視率 |                |        |                     |

## 電視劇歌曲
| 曲別         | 歌名      | 演唱者 | 作詞              | 作曲   |
| 主題曲       | 不留活口  | 蕭秉治 | 蕭秉治            | 蕭秉治 |
| 第一章片尾曲 | Wild      | 蕭秉治 | 蕭秉治            | 蕭秉治 |
| 第二章片尾曲 | Undo 還原 | 白安   | 白安、Kenny Hsiao | 白安   |
| 插曲         | 兄弟你說  | 草爺   | 梅海強            | 梅海強 |

## 製作團隊
- 出品人：龔宇
- 導演：莊絢維、陳冠仲
- 出品公司：愛奇藝國際版、緯來電影台
- 總監製：楊向華
- 總策劃：楊鳴、陳瀟
- 製片人：廖健行、楊以苹、陳亮材、連奕琦
- 監製：廖健行、楊以苹
- 執行製作人：徐瑋璐
- 燈光師：楊青翰
- 編劇統籌：尚民、陳凱筑
- 編劇：蔡顗禾、梁秀紅
- 配樂：李銘杰
- 製作公司：天予電影有限公司、爱奇艺
- 冠名贊助
  - 台視：京都念慈菴

## 獎項
| 年度   | 頒獎單位             | 獎項名稱                      | 入圍者                         | 結果 |
| 2022年 | 第57屆金鐘獎         | 戲劇節目獎                    | 《逆局》                       | 提名 |
| 2022年 | 第57屆金鐘獎         | 戲劇節目導演獎                | 莊絢維、陳冠仲                 | 獲獎 |
| 2022年 | 第57屆金鐘獎         | 戲劇節目編劇獎                | 于尚民、陳凱筑、蔡顗禾、梁秀紅 | 提名 |
| 2022年 | 第57屆金鐘獎         | 戲劇節目男主角獎              | 朱軒洋【朱廷典】               | 提名 |
| 2022年 | 第57屆金鐘獎         | 戲劇節目男配角獎              | 李銘順                         | 獲獎 |
| 2022年 | 第57屆金鐘獎         | 戲劇節目最具潛力新人獎        | 草爺【江治緯】                 | 提名 |
| 2022年 | 第57屆金鐘獎         | 戲劇節目剪輯獎                | 解孟儒、李蕙                   | 提名 |
| 2022年 | 第57屆金鐘獎         | 戲劇節目美術設計獎            | 陳柏任                         | 提名 |
| 2022年 | 2022亞洲影藝創意大獎 | 最佳男主角獎                  | 周渝民                         | 提名 |
| 2022   | 第35届华鼎奖         | 华语当代题材-电视剧最佳男演员 | 周渝民                         | 提名 |

## 外部連結
- 官方网站－緯來
- 官方网站－台視
- 逆局的Facebook專頁
- 逆局的Instagram帳戶
- 豆瓣电影上《逆局》的資料 （简体中文）

| 臺灣 緯來電影台 每週六 21:00 - 23:00                                | 臺灣 緯來電影台 每週六 21:00 - 23:00  | 臺灣 緯來電影台 每週六 21:00 - 23:00 |
| ------------------------------------------------------------------- | ------------------------------------- | ------------------------------------ |
|                                                                     | 逆局 （2021年9月4日－2021年11月20日） |                                      |
| 狄仁傑之四大天王 （21:00 - 23:45） （2020年11月17日－2021年2月9日） | 大叔 （2021年11月27日）               |                                      |

| 臺灣 台視主頻 每週日 22:00 - 24:00 · 10月31日起改為 22:00 - 23:00 | 臺灣 台視主頻 每週日 22:00 - 24:00 · 10月31日起改為 22:00 - 23:00                                            | 臺灣 台視主頻 每週日 22:00 - 24:00 · 10月31日起改為 22:00 - 23:00 |
| --- | --- | ----------------------------------------------------------------- |
| | 逆局 （2021年10月24日－2022年3月27日）                                                                       |                                                                   |
| 戀愛是科學（第1－10集） （2021年3月21日－2021年5月23日） 戀愛是科學防疫懶人包 （2021年5月30日－2021年6月13日）天巡者疫起守護你 （2021年6月20日－2021年8月15日） 戀愛是科學 （9分鐘的濃縮片段、精華版） （2021年8月22日） 戀愛是科學（第11－18集） （2021年8月29日－2021年10月17日） | 60週年龍兄虎弟經典再現 （2022年4月3日－2022年7月31日）茁劇場－滴水的推理書屋 （2022年8月7日－2022年10月9日） |                                                                   |

| 香港 無綫電視J2 Mtube星期一至三 23:30 - 00:30  | 香港 無綫電視J2 Mtube星期一至三 23:30 - 00:30 | 香港 無綫電視J2 Mtube星期一至三 23:30 - 00:30 |
| ---------------------------------------------- | --------------------------------------------- | --------------------------------------------- |
|                                                | 逆局 （2022年2月8日－2022年4月4日）           |                                               |
| 客: THE GUEST （2021年12月13日－2022年2月7日） | MOUSE （2022年4月5日－2022年6月22日）         |                                               |

| 臺灣 緯來電影台 星期一至五 21:00 - 23:00     | 臺灣 緯來電影台 星期一至五 21:00 - 23:00 | 臺灣 緯來電影台 星期一至五 21:00 - 23:00 |
| -------------------------------------------- | ---------------------------------------- | ---------------------------------------- |
|                                              | 逆局 （2022年3月7日－2021年3月22日）     |                                          |
| 王牌計中計 （21:00 - 23:40） （202年3月4日） | 逆轉勝 （2021年3月23日）                 |                                          |